# Lochruan
Lochruan war eine Whiskybrennerei in Campbeltown, Argyll and Bute, Schottland. Sie gehörte zur Whiskyregion Campbeltown.
Die Brennerei wurde 1833 von Robert und Charles R. Johnston an der Kreuzung zwischen Princes Street und John Street erbaut. Im Jahre 1865 erwarben John und William McKersie den Betrieb und modernisierten ihn grundlegend. Sie verblieb bis 1919 in Familienbesitz, bis sie in die Hände von Buchanan & Co. gelangte. Diese verkauften das Unternehmen 1925 wiederum an Distillers Company Ltd. (DCL), die es noch im selben Jahr schlossen. Die Gebäude wurden abgerissen und der Grund mit Wohnhäusern bebaut.
Als Alfred Barnard im Rahmen seiner Whiskyreise im Jahre 1885 die Brennerei besuchte, verfügte sie über eine jährliche Produktionskapazität von 85.000 Gallonen. Es standen eine Grobbrandblase (Wash Still) mit einer Kapazität von 3245 Gallonen sowie zwei Feinbrandblasen (Spirit Stills) mit Kapazitäten von 1835 beziehungsweise 1785 Gallonen zur Verfügung. Es wurde ausschließlich Malt Whisky produziert.